# نیتولگاهاکتووا
نیتولگاهاکتووا (به لاتین: Nitulgahakotuwa) یک منطقهٔ مسکونی در سری‌لانکا است که در استان مرکزی (سری‌لانکا) واقع شده‌است.